# Penthaleus major
Penthaleus major är en spindeldjursart som först beskrevs av Dugès 1834.  Penthaleus major ingår i släktet Penthaleus och familjen Penthaleidae. Inga underarter finns listade i Catalogue of Life.